# Сатурналије
Сатурналије су биле древни римски фестивал у част бога Сатурна које су првобитно одржаване 17. децембра, а касније продужена незваничним свечаностима до 23. децембра. Празник је прослављан приношењем жртава у Сатурновом храму на римском форуму и јавним гозбама, које су пратиле размене поклона, сталне забаве и карневалска атмосфера која је игнорисала римске друштвене норме: коцкање је било дозвољено, а господари су служили своје робове. Песник Катул је Сатурналије називао „најбољим од свих дана“.
У грчко-римској митологији, Сатурн је био бог пољопривреде који је владао целим светом у златном веку, када људи од земљиних плодова без рада у држави друштвене једнакости. Гозбе и оргијања за време Сатурналија је требало да одражавају прилике у изгубљеном митском добу. Грчки еквивалент овим свечаностима је била Хронија.
Иако је вероватно најпознатији римски празник, Сатурналија као целина није описана од почетка до краја у неком древном извору. Данашње схватање фестивала је састављено из неколико извора који се баве његовим различитим апектима. Сатурналија је била драмаски оквир истоименог дела писца Макробија, римског писца из периода позне антике, које је главни извор који описује овај празник. У једној интерпретицији Макробијевог дела, Сатурналија је фестивал светлости који обухвата и зимски солстициј (краткодневницу која пада 21. децембра), док присуство биља свећа симболизује потрагу за знањем и истином. Поновна појава светлости (тј. све дуже трајање обданице) и долазак Нове године су касније током Римског царства слављени 25. децембра као „рођендан непобедивог Сунца“.
Популарност Сатурналија се наставила у 3. и 4. веку, у време кад је у Римском царству дозвољено хришћанство, а могуће је да су неки од његових обичаја утичали на начин прослављања римокатоличког Божића и Нове године.

## Историјски контекст
Сатурналије су доживеле велику реформу 217. п. н. е., после битке код Тразименског језера, у којој су Римљани претрпели један од најтежих пораза од Картагине током Другог пунског рата. До тада је овај празник слављен према римском обичају Mos maiorum. После читања Сибилских књига, Римљани су одлучили да усвоје „грчке обреде“, увевши жртвовања по грчком обичају, јавне гозбе и сталне узвике „io Saturnalia“, што су постале одлике овог празника. Катон Старији је такође писао да су грчки елементи придодати римским Сатурналијама. Римљанима није било страно да обожавају богове других народа у нади да ће преусмерити њихову наклоност на себе, а Други пунски рат је изазвао посебан притисак на римско друштво, што је довело до бројних верских новина и реформи. Роберт Палмер је тврдио да је увођење нових обичаја у то време било делом мотивисано да се удовољи Баалу, картагинском богу који је сматран еквивалентом римском Сатурну и грчком Хрону. Гозбе у којима су господари служили своје робове би по њему потицало од картагинских и афричких заробљеника.